# برسبيرو (قمر)
بالإنكليزية Prospero وهو قمر غير نظامي ذو حركة رجعية لأورانوس وهو صغير نسبيا. اكتشف 18 تموز 1999 من قبل ماثيو هولمان وجون كافلارس وبريت جلادمان وجين مارك بيتت وهانس سكول وأخذ التعيين المؤقت S/1999 U 3 كما يعرف باسم أوارنوس الثامن العاشر. اسمه مشتق من مسرحية العاصفة لويليام شكسبير.
| 
وفرضت الخصائص المدارية بأنه ينتمي إلى نفس التجمع الديناميكي مع سيكوراكس وستيبوس مما فرض نظرية الأصل المشترك.
يظهر بلون رمادي 